# Puccinellia hauptiana
Puccinellia hauptiana är en gräsart som först beskrevs av Lev Melkhisedekovich Kreczetowicz, och fick sitt nu gällande namn av Masao Kitagawa. Puccinellia hauptiana ingår i släktet saltgrässläktet, och familjen gräs. Inga underarter finns listade i Catalogue of Life.